# 冢头墓群
冢头墓群，位于山东省东营市广饶县广饶镇、花园乡、小张乡境内，是中华人民共和国山东省文物保护单位之一。
1977年12月23日，授予山东省文物保护单位，是一座古墓葬。